# Kundenkredit
Unter Kundenkredit (oder Abnehmerkredit) versteht man die vertraglich vorgesehene Vorleistung durch den Abnehmer von Waren und Dienstleistungen in Form von Zahlungen, die geleistet werden, bevor die Waren geliefert oder die Dienstleistungen erbracht wurden.

## Allgemeines
Nach § 433 Abs. 1 BGB ist der Verkäufer beim Kaufvertrag verpflichtet, dem Käufer die Ware Zug um Zug mit Erhalt des Kaufpreises zu übergeben. Ist der Verkäufer jedoch von seiner sofortigen Lieferpflicht durch seine Zahlungsbedingungen befreit, liegt ein Kundenkredit vor. Er entsteht, wenn ein Abnehmer bereits vor der Warenübergabe den Kaufpreis teilweise oder vollständig bezahlt und der Lieferant eine Lieferfrist eingeräumt bekommt. Dieser Lieferaufschub stellt rechtlich ein Darlehen des Abnehmers an den Lieferanten dar (§ 488 BGB).
Kundenkredite können inländischen oder ausländischen Lieferanten eingeräumt werden. Der Kundenkredit (engl. customer credit) gegenüber Exporteuren im Ausland umfasst neben dem Kreditrisiko auch ein Länderrisiko und ein Rechtsrisiko, weil die etwaige Rückforderung von An- und Vorauszahlungen sowohl dem wirtschaftlichen/politischen Risiko des Landes als auch ausländischem Recht unterliegt.

## Rechtsfragen
Die Pflicht zur An- oder Vorauszahlung wird oft durch Vorleistungsklauseln in Zahlungsbedingungen begründet, durch die der Kunde in AGB zur Vorleistung aufgefordert wird, obwohl die gesetzliche Regelung nach § 320 BGB dies nicht vorsieht. Der Grundsatz der Leistung Zug um Zug gehört zu den wesentlichen Grundgedanken der gesetzlichen Regelung (§ 307 Abs. 2 Nr. 1 BGB), weil er eine gleichmäßige Sicherheit für beide Vertragsparteien gewährleistet. Durch die dem Kunden auferlegte An- oder Vorauszahlungspflicht wird ihm das Druckmittel der Einrede des nicht erfüllten Vertrags (§ 320 BGB) für die Durchsetzung seines Anspruchs auf vertragsgerechte Erfüllung genommen und das Risiko der Leistungsunfähigkeit des Lieferanten aufgebürdet. Derartige Klauseln sind nach § 305c Abs. 2 BGB nur wirksam, wenn für sie ein sachlicher Grund besteht und keine überwiegenden Belange des Kunden entgegenstehen. Im zitierten Urteil ging es um einen Fall, bei dem der Kunde eine „Restzahlung vor Lieferung“ vorzunehmen hatte und ihm damit das Recht auf vorherige Untersuchung der Ware genommen wurde. Der Lieferant kam dadurch in den Genuss des gesamten Kaufpreises und trug nicht mehr das typische Risiko eines Geldausfalls. Dem Kunden werde hingegen das Recht auf Weigerung der Kaufpreiszahlung bei Erhalt mangelhafter Ware genommen, was ihn unangemessen benachteilige. „Lieferung gegen Nachnahme“ ist ebenfalls eine unwirksame Vorleistungsklausel, weil sie dem Kunden jegliche Aufrechnungsmöglichkeit nimmt.

## Arten
Der Abnehmer kann Anzahlungen leisten oder Vorauszahlungen tätigen. Bei beiden Varianten muss bereits ein Kaufvertrag oder AGB bestehen, wo diese Zahlungsform in den Zahlungsbedingungen geregelt sein muss. Bei Anzahlungen und Vorauszahlungen kann es sein, dass die vom Abnehmer bestellten Waren sich beim Lieferanten noch gar nicht auf Lager befinden oder noch nicht produziert wurden. Während Anzahlungen nur einen Teil des Kaufpreises abdecken, erstrecken sich Vorauszahlungen auf den gesamten Kaufpreis. Abschlagszahlungen hingegen gehören meist nicht zu den Kundenkrediten, weil ihnen bei Werkverträgen eine vorweggenommene Teilerfüllung für bereits geleistete, aber noch nicht abgerechnete Arbeiten vorausgegangen ist. So wird etwa in § 632a BGB vorausgesetzt, dass diesen Abschlagszahlungen ein Wertzuwachs gegenübersteht, der durch erbrachte Bauleistungen entstanden ist. Die Abschlagszahlung ist Gegenleistung für Leistungen des Herstellers und nicht Vorschuss auf künftig fällig werdende Leistungen, so dass die Vorschriften über Darlehen keine Anwendung finden. Bei Sukzessivlieferungsverträgen sind Teilleistungen sogar Vertragsgegenstand und deshalb geschuldet.

## Bilanzierung
Anzahlungen und Vorauszahlungen werden in der Bilanz des Kunden als „geleistete Anzahlungen“ aktiviert (§ 266 Abs. 2 B I 4 HGB) und sind im Regelfall mit dem Nennwert zu bewerten (§ 253 Abs. 1 HGB). Der Kunde trägt mithin ein unbesichertes Kreditrisiko (Delkredererisiko), das er üblicherweise durch Anzahlungsbürgschaft / Vertragserfüllungsbürgschaft von Kreditinstituten oder Kautionsversicherung, Delkredereversicherung oder – bei Importen – durch Exportkreditversicherung absichern kann. Mit einem Kundenkredit an ausländische Lieferanten ist neben dem eigentlichen Delkredererisiko unter Umständen nämlich noch ein Länderrisiko verbunden. Bei schwacher Bonität des Lieferanten und fehlender Absicherung entstehen beim Kunden zweifelhafte Forderungen, bei Uneinbringlichkeit – etwa wegen Insolvenz des Lieferanten – treten Forderungsverluste ein. Korrespondierend passiviert der Lieferant den Kundenkredit in seiner Bilanz als Verbindlichkeiten aus „erhaltenen Anzahlungen auf Bestellungen“ (§ 266 Abs. 3 C 3 HGB).

## Bedeutung
Kunden- und Lieferantenkredite stellen in Deutschland neben Konzernverbindlichkeiten die wichtigste Quelle der Fremdfinanzierung von Nichtbanken dar. Bezogen auf die kurzfristigen Fremdmittel nehmen sie sogar die Spitzenposition in der Finanzierungshierarchie ein. Handelskredite sind der Deutschen Bundesbank zufolge mit 345,2 Milliarden € im Durchschnitt der Jahre 2002 bis 2009 neben den konzerninternen Krediten (399,4 Milliarden €) die zweitwichtigste – und in kurzfristiger Hinsicht sogar die wichtigste – Fremdfinanzierungsquelle der Nichtbanken in Deutschland. Gemessen an der Bilanzsumme erreichen sie eine Quote von 15,8 %. Dadurch fällt die kurz- und langfristige Verschuldung bei Banken um 1 Prozentpunkt niedriger aus. Den größten Anteil besitzen nach Wirtschaftszweig die Lieferforderungen in Großhandel und Handelsvermittlung mit 25,4 % der Bilanzsumme, gefolgt von unternehmensnahen Dienstleistungen (18,3 %) und dem Baugewerbe (16,7 %). Bei der Betriebsgröße führen kleine und mittlere Unternehmen mit 18,1 %, gefolgt von sehr kleinen Unternehmen mit 16,9 %.

## Zweck und Nutzen
Der Kundenkredit kommt bei Geschäften vor, wo zwischen dem Vertragsabschluss (oder auch der Planungs- oder Produktionsphase) und der Fertigstellung ein großer Zeitraum verstreicht oder Spezialanfertigungen vorgenommen werden. Dies ist insbesondere in Wirtschaftszweigen mit langen Vorlauf- und Produktionszeiten wie in der Bauwirtschaft, Investitionsgüterindustrie (Großanlagenbau, Flugzeug- und Schiffbau) oder bei Reiseveranstaltern der Fall. Teilweise haben sich hier branchenübliche Zahlungsbedingungen herausgebildet. So ist es im Baugewerbe üblich, jeweils ein Drittel des Vertragspreises nach Vertragsabschluss, nach Fertigstellung des Rohbaus und nach Übergabe zu entrichten. Der Lieferant muss in Höhe der – meist zinslosen – An- oder Vorauszahlung keine eigene Liquidität oder Bankkredite für die Produktion einsetzen. Auch Lieferanten mit knapper Liquidität, die einen Auftrag ohne Anzahlungen nicht erfüllen könnten, verlangen Anzahlungen. Zudem wird das Mittel der Anzahlung auch bei bonitätsmäßig schwachen Abnehmern eingesetzt, um das Delkredererisiko des Lieferanten zu mildern. Insgesamt verringert die Anzahlung das Nichtabnahmerisiko des Produzenten.